# Santa Bárbara (Santander)
Santa Bárbara, in passato Santa Bárbara de Zuaque, è un comune della Colombia facente parte del dipartimento di Santander.
Le terre dove attualmente si trova il comune erano inizialmente abitate dagli indiani Chitareros. Nel 1903, Clímaco Ortiz fondò la città di Santa Bárbara, che in seguito fu nominata municipio con l'ordinanza n. 24 del 29 novembre 1976. Inizialmente la città si chiamava "Suaque", da qui deriva il nome dei suoi abitanti.
Il comune di Santa Bárbara è geograficamente situato ad est del dipartimento di Santander, nella Provincia Metropolitana, a 55 km da Bucaramanga, capoluogo del dipartimento di Santander. E da Malaga, capoluogo della provincia di García Rovira, a circa 95 km. Confina a nord con i comuni di Silos e Tona, a est con il comune di Guaca, a ovest e sud con il comune di Piedecuesta. Ha una superficie di 224,31 kmq, pari a 22.431,65 ettari; una popolazione di 2.271 abitanti secondo il censimento danese del 2006.
Santa Bárbara è catastalmente costituita da 13 distretti come segue: Ceba, Salinas, El Tope, Barro - Tahona, Chácara, Apure, Quebradas, Labradas, Rayada, Chingara, Borbón, Esparta, Volcanes e l'area urbana. Il comune ha una grande diversità di climi giustificato dalle sue altezze che oscillano tra i 1.000 e i 4.000 metri sul livello del mare, con pendenze dal 25% al 50%. Inoltre, possiede un gran numero di corsi d'acqua, tra i più importanti ricordiamo: La Salina, El Azogue, Tasajo, Borbón, La Rayada, El Canelo, La Ceba, El Apure e La Mora, dove dimostra il potenziale di risorse idriche di cui dispone il comune.
La base dell'economia del comune di Santa Bárbara è l'attività agricola; grande importanza ricopre la coltivazione di more, sedano, caffè, fagioli, piselli, alcuni alberi da frutto e, in misura minore, lo sfruttamento del bestiame a duplice attitudine e specie minori, come la piscicoltura e l'apicoltura. La maggior parte del territorio è dedicato alla tutela delle risorse idriche, e nella parte agricola viene utilizzato il 10% della superficie territoriale, questo indica una media di 3,03 ettari per famiglia, e in pratica la superficie è molto più ridotta. Secondo lo studio realizzato dall’Unità Agricola Familiare del municipio di Santa Bárbara, per la maggior parte dei produttori agricoli, il reddito mensile non raggiunge il salario minimo legale, a causa dei sistemi di produzione, della tecnologia utilizzata e dei fattori ambientali ed ecologici.